# Élections constituantes de 1945 dans les Basses-Alpes
Les élections constituantes françaises de 1945 se sont déroulées le 21 octobre 1945.

## Mode de scrutin
Les députés sont élus selon le système de représentation proportionnelle suivant la règle de la plus forte moyenne dans le département, sans panachage ni vote préférentiel. Il y a 586 sièges à pourvoir.
Dans le département des Basses-Alpes, deux députés sont à élire.

## Élus
Les deux députés élus sont :
| Identité        | Parti | Parti |
| --------------- | ----- | ----- |
| Camille Reymond |       | SFIO  |
| Pierre Girardot |       | PCF   |

## Résultats

### Résultats à l'échelle du département
| Parti          | Parti          | Tête de liste   | Résultats | Résultats | Sièges | Sièges |
| Parti          | Parti          | Tête de liste   | Voix      | %         |        |        |
| -------------- | -------------- | --------------- | --------- | --------- | ------ | ------ |
|                | SFIO           | Camille Reymond | 17 221    | 41,35     | 1      |        |
|                | PCF            | Pierre Girardot | 13 168    | 31,62     | 1      |        |
|                | Rad-soc        | André Honnorat  | 11 258    | 27,03     | -      |        |
|                |                |                 |           |           |        |        |
| Inscrits       | Inscrits       | Inscrits        | 56 743    | 100,00    | 2      |        |
| Votants        | Votants        | Votants         | 42 970    | 75,73     |        |        |
| Blancs et nuls | Blancs et nuls | Blancs et nuls  | 1 323     | 3,08      |        |        |
| Exprimés       | Exprimés       | Exprimés        | 41 647    | 96,92     |        |        |